# Серебреник, Роберт
Роберт Серебреник (нем. Robert Serebrenik, 1902, Вена — 11 февраля 1965, Нью-Йорк) — раввин, глава еврейской общины Люксембурга до Второй мировой войны, основатель общины люксембургских евреев в США.

## Биография
Родился в 1902 году в Вене. После завершения образования переехал в Люксембург, где в 1929 году возглавил еврейскую общину. В 1930 году он женился на Юлии Герцог, которая также была родом из Вены.
После оккупации Люксембурга немцами 10 мая 1940 года Серебреник старался поддерживать отношения с немецкими властями и служил посредником между ними и общиной. Одновременно Серебреник занимался организацией нелегальной переправки люксембургских евреев на не оккупированную немцами территорию Южной Франции и официального выезда с визами в Португалию. Такими способами с ноября 1940 по июнь 1941 ему удалось спасти около 2000 человек.
В рамках этой деятельности он вёл переговоры с нацистскими чиновниками, в том числе 20 марта 1941 года был вызван в Берлин на встречу с Адольфом Эйхманом. Эйхман сказал, что у Серебреника есть 11 дней для решения вопроса с эмиграцией, после чего начнется депортация евреев в концлагеря. Он вернулся в Люксембург 26 марта и успел до полного запрета эмиграции в июне 1941 вывезти в Лиссабон ещё 250 человек, кроме тех, что уехали ранее. Он уехал во второй половине мая после того, как нацисты начали снос главной синагоги Люксембурга и сильно избили самого Серебреника.
В июне 1941 года он с женой и с ещё 61 евреем из Люксембурга прибыли в Нью-Йорк, где к 1942 году создали общину Рамат Ора. Был активным членом «Союза ортодоксальных раввинов США и Канады».
Принимал участие в качестве свидетеля в суде над Адольфом Эйхманом в 1961 году в Иерусалиме.
Умер от сердечного приступа 11 февраля 1965 года в Нью-Йорке.

## Публикации
- The Warsaw Ghetto revolt: climax of Jewish heroism and resistance in the last 1800 years (1956)